# Menal
|  | Per a altres significats, vegeu «Pere Menal i Brufal». |

Menal és un poble de l'Índia, al Rajasthan, districte de Bhilwara, a 48 km de Bundi i 90 de Chittorgarh i de Bhilwara, famós pels seus antics temples de Xiva, del període gupta, per unes pintoresques cascades i per una selva molt densa a la carretera entre Bundi i Chittorgarh. Els temples són coneguts com el Petit Khajurao; la cascada principal només porta aigua al temps dels monsó però llavors és força impressionant i un atractiu turístic. El seu nom deriva de Maha Nal (Gran Gorga).